# Доњан
Доњан (фр. Dognen) насеље је и општина у југозападној Француској у региону Аквитанија, у департману Атлантски Пиринеји која припада префектури Олорон Сен Мари.
По подацима из 2011. године у општини је живело 210 становника, а густина насељености је износила 30,93 становника/km². Општина се простире на површини од 7 km². Налази се на средњој надморској висини од 148 метара (максималној 223 m, а минималној 120 m).

## Демографија
| 1962. | 1968. | 1975. | 1982. | 1990. | 2011. |
| ----- | ----- | ----- | ----- | ----- | ----- |
| 269   | 247   | 230   | 208   | 209   | 210   |

График промене броја становника у току последњих година